# STARシリーズ
STARシリーズ（スターシリーズ）とは、かつて、NTTデータによって運用された金融機関向け勘定系システムのアウトソーシングパッケージのブランド名称として用いていた、システム群のこと。
本項では、STAR-ACEの後継となるSTELLA CUBE（ステラキューブ）についても記載する。

## 概要
2011年10月時点で、
- STAR-21
- STAR-ACE
- STELLA CUBE

の3つの世代に分かれてシステムが稼働していた。このうちSTAR-ACEについては、2011年に稼動したSTELLA CUBEへ順次移行。移行完了次第廃棄を予定し、STAR-21を採用の仙台銀行のSTELLA CUBEへのリプレース時に、STAR-21およびSTAR-ACEの2システムは運用を終え、「STARシリーズ」は終了した。
なお、STARシリーズには、勘定系の他、外接系として外国為替オンライン共同システムのSTAR-FREXも含まれていた。

## 採用行

### STAR-21
NTTデータが日立製作所メインフレームの各行独自システムのアウトソースを受けた上で順次統合。その改良系として2000年5月に稼働した。アウトソースシステムとしては、後述のSTAR-ACEよりも稼働開始年代が新しいが、このような経緯からシステムの構築自体は、こちらが先である。その後、2009年5月にハードウェア更新された、第2世代のSTAR-21システムを稼働したが、仙台銀行のSTELLA CUBEへのリプレースに伴い、運用終了となった。
旧稼働行
- 仙台銀行（2000年5月稼動、2009年5月ハードウェア更新、2010年3月末にSTELLA CUBEへのリプレース検討を発表後、同年9月にリプレース確定（基本契約締結）を発表）…2013年5月に破棄[3]。
- 茨城銀行→筑波銀行の旧茨銀店舗（旧・茨城銀行により、2001年5月稼動、2009年5月ハードウェア更新）…2010年5月、旧・関東つくば銀行側システムであるじゅうだん会への片寄せに伴い離脱[4]。

### STAR-ACE
中下位行向けの共同化パッケージならびに、STARシリーズ第2世代のシステムとして、1997年5月から富士通製メインフレームにて稼働を開始。その後、STELLA CUBEの構築に伴い、参加行の移行完了時点で廃棄。
旧稼働行
- 長野銀行 - 1997年5月稼働開始…2012年5月に破棄。
- 神奈川銀行 - 1998年1月稼働開始…2012年7月に破棄。
- 東北銀行 - 1999年1月稼働開始…2012年7月に破棄。
- 東京都民銀行 - 2000年5月稼働開始…2011年10月に破棄。
- 富山銀行 - 2002年1月稼働開始…2012年5月に破棄。
- 但馬銀行 - 2002年5月稼働開始…2012年5月に破棄。

### STELLA CUBE
NTTデータ次期共同センターとして、コアとなるソフトウェアにBeSTAを取り入れた上で構築された、シリーズ第3世代の勘定系システム。メインフレームは日立製作所を採用。
名称は、STARのイタリア語表記と3乗（STrategic（戦略的）、STandard（標準）、STable（安定的・永続的）の3つの「ST」（STarのSTでもある）に由来して、「3乗」としている）を意味するCUBEに由来し、STARシリーズ第3世代であることを意味する。
第2世代のSTAR-ACEの後継システムだが、STAR-ACE参加行に加え、新たな参加行を募り、2011年10月に稼動を開始。仙台銀行がSTAR-21からリプレースして、2013年5月7日に加わり、次いで、同行と経営統合したきらやか銀行が、2015年5月7日にリプレースした。仙台銀行のリプレースした時点で、STARシリーズの勘定系は、本システムに一本化、「STARシリーズ」ブランド使用は終了した。
なお、2030年以降を目途に基盤の統合バンキングクラウド化が検討されている。
現稼働行
- 但馬銀行 - 2012年5月7日稼働開始[7]。
- 長野銀行 - 2012年5月7日稼働開始[7]。2026年1月1日の八十二長野銀行発足時にすべての口座を既存の八十二銀行店舗の勘定へ移管の上で全店舗を廃店する形で破棄予定。これに先立って、2025年5月31日までに長野銀行店舗での口座開設を含むすべての新規取引受付が終了された。
- 富山銀行 - 2012年5月7日稼働開始[7]。
- 東北銀行 - 2012年7月17日稼働開始[8]。
- 神奈川銀行 - 2012年7月17日稼働開始[8][9]。
- 仙台銀行 - 2013年5月7日稼働開始[10][11][12]。
- きらやか銀行 - 2015年5月7日稼働開始[13][14][15]。
- きらぼし銀行  - 2018年5月1日稼働開始（●■店のみ）。2020年5月7日、旧八千代銀行店舗のシステム（◆店）を片寄し、システム統合を完了[16][17]。
- 福邦銀行  - 2019年1月4日稼働開始[18][19][20]。2026年5月2日の福井銀行への吸収後は、福井銀行のNTTデータ地銀共同センターに片寄せされ、破棄を予定。
- 名古屋銀行 - 2021年1月4日稼働開始[21][22][23]。
- 清水銀行 - 2024年5月7日稼働開始[24]。

稼働予定行
旧稼働行
- 東京都民銀行 - 2011年10月11日稼働開始。2018年5月1日に八千代銀行に吸収合併され解散したが、存続行であるきらぼし銀行の●■店のシステムとして継続稼働。